# Arkus sinus

Grafy funkcí arkus sinus a arkus kosinus

Arkus sinus je jedna z cyklometrických funkcí, inverzní funkce k funkci sinus. Obvykle se značí {\displaystyle \arcsin x}, v anglické literatuře se taktéž používá {\displaystyle \operatorname {asin\,} x} či {\displaystyle \sin ^{-1}x}. Její hodnotou je úhel v obloukové míře (radiány) z intervalu {\displaystyle \left\langle -{\frac {\pi }{2}},{\frac {\pi }{2}}\right\rangle }, jehož sinus je {\displaystyle x}.

## Definice
Funkce {\displaystyle y=\arcsin x} je inverzní k funkci {\displaystyle x=\sin y\;\left(-{\frac {\pi }{2}}\leq y\leq {\frac {\pi }{2}}\right)}; je definována pro {\displaystyle x\in \langle -1,1\rangle }.

## Vlastnosti
| Značení:         | {\displaystyle y=\arcsin x\;\;} {\displaystyle \qquad \left(\;{\mbox{resp.}}\quad \operatorname {asin\,} x,\quad \sin ^{-1}x\;\right)} |
| Definiční obor   | {\displaystyle \langle -1,1\rangle } |
| Obor hodnot      | {\displaystyle \left\langle -{\frac {\pi }{2}},{\frac {\pi }{2}}\right\rangle } |
| Omezenost        | Je omezená |
| Monotonie        | Je ryze rostoucí {\displaystyle \quad \Longrightarrow \quad } je prostá |
| Symetrie         | Je lichá, není sudá |
| Periodicita      | Není periodická |
| Limity           | {\displaystyle \lim _{x\to 0}{\frac {\arcsin x}{x}}=1\quad } tj. v okolí nuly je {\displaystyle {\mbox{arcsin }}x\approx x} |
| Inverzní funkce  | {\displaystyle x=\sin y} (sinus) |
| Derivace         | {\displaystyle (\arcsin x)'={\frac {1}{\sqrt {1-x^{2}}}}} |
| Integrál         | {\displaystyle \int \arcsin x\,\mathrm {d} x=x\arcsin x+{\sqrt {1-x^{2}}}+C} |
| Taylorova řada   | {\displaystyle {\begin{aligned}\arcsin x&=x+{\frac {1}{6}}x^{3}+{\frac {3}{40}}x^{5}+{\frac {5}{112}}x^{7}+\dots \\&=x+\left({\frac {1}{2}}\right){\frac {x^{3}}{3}}+\left({\frac {1\cdot 3}{2\cdot 4}}\right){\frac {x^{5}}{5}}+\left({\frac {1\cdot 3\cdot 5}{2\cdot 4\cdot 6}}\right){\frac {x^{7}}{7}}+\cdots \\&=\sum _{n=0}^{\infty }{\frac {(2n-1)!!}{(2n)!!}}{\frac {x^{2n+1}}{2n+1}}\,;\qquad \|x\|\leq 1\end{aligned}}} |
| Významné hodnoty | {\displaystyle {\begin{array}{c\|ccc}x&-1&-{\frac {\sqrt {3}}{2}}&-{\frac {\sqrt {2}}{2}}&-{\frac {1}{2}}&0&{\frac {1}{2}}&{\frac {\sqrt {2}}{2}}&{\frac {\sqrt {3}}{2}}&1\\\hline \arcsin x&-{\frac {\pi }{2}}&-{\frac {\pi }{3}}&-{\frac {\pi }{4}}&-{\frac {\pi }{6}}&0&{\frac {\pi }{6}}&{\frac {\pi }{4}}&{\frac {\pi }{3}}&{\frac {\pi }{2}}\end{array}}}                                                                   |

## Vzorce
{\displaystyle {\begin{array}{lcll}\arcsin x+\arccos x&=&{\frac {\pi }{2}}\\\arcsin x+\arcsin(-x)&=&0\\\arcsin x+\arcsin y&=&\left\{{\begin{array}{rl}\arcsin \left(x\,{\sqrt {1-y^{2}}}+y\,{\sqrt {1-x^{2}}}\right),&xy\leq 0\;\;{\mbox{nebo}}\;\;x^{2}+y^{2}\leq 1\\\pi -\arcsin \left(x\,{\sqrt {1-y^{2}}}+y\,{\sqrt {1-x^{2}}}\right),&x>0,\,y>0,\,x^{2}+y^{2}>1\\-\pi -\arcsin \left(x\,{\sqrt {1-y^{2}}}+y\,{\sqrt {1-x^{2}}}\right),&x<0,\,y<0,\,x^{2}+y^{2}>1\end{array}}\right.\\\arcsin x-\arcsin y&=&\left\{{\begin{array}{rl}\arcsin \left(x\,{\sqrt {1-y^{2}}}-y\,{\sqrt {1-x^{2}}}\right),&xy\geq 0\;\;{\mbox{nebo}}\;\;x^{2}+y^{2}\leq 1\\\pi -\arcsin \left(x\,{\sqrt {1-y^{2}}}-y\,{\sqrt {1-x^{2}}}\right),&x>0,\,y<0,\,x^{2}+y^{2}>1\\-\pi -\arcsin \left(x\,{\sqrt {1-y^{2}}}-y\,{\sqrt {1-x^{2}}}\right),&x<0,\,y>0,\,x^{2}+y^{2}>1\end{array}}\right.\\\end{array}}}
{\displaystyle {\begin{array}{lcll}\arcsin(\sin x)&=&x,&-{\frac {\pi }{2}}\leq x\leq {\frac {\pi }{2}}\\\sin(\arcsin x)&=&x\end{array}}}
{\displaystyle \arcsin x=\int _{0}^{x}{\frac {\mathrm {d} t}{\sqrt {1-t^{2}}}},\quad 0<x<1}
{\displaystyle \arcsin x={\frac {x\,{\sqrt {1-x^{2}}}}{1-\displaystyle {\frac {1\cdot 2\cdot x^{2}}{3-\displaystyle {\frac {1\cdot 2\cdot x^{2}}{5-\displaystyle {\frac {3\cdot 4\cdot x^{2}}{7-\displaystyle {\frac {3\cdot 4\cdot x^{2}}{9-\displaystyle {\frac {5\cdot 6\cdot x^{2}}{11-\dots }}}}}}}}}}}},\quad |x|<1}

## Příklad použití
Mějme goniometrickou rovnici:

{\displaystyle {\begin{array}{rcl}2\sin x&=&{\sqrt {3}}\\\hline \sin x&=&{\frac {\sqrt {3}}{2}}\\x&=&\arcsin {\frac {\sqrt {3}}{2}}\\\hline x&=&{\frac {\pi }{3}}\end{array}}}
S ohledem na periodicitu funkce {\displaystyle \sin x} jsou řešením původní rovnice také hodnoty:
{\displaystyle {\begin{array}{rrrrrrrlr}\dots ,&{\color {OliveGreen}{\frac {-11\pi }{3}}},&{\color {OliveGreen}{\frac {-5\pi }{3}}},&\mathbf {\frac {\boldsymbol {\pi }}{3}} ,&{\color {OliveGreen}{\frac {7\pi }{3}}},&{\color {OliveGreen}{\frac {13\pi }{3}}},&\dots &\qquad {\mbox{tj.}}\quad \color {OliveGreen}{x_{k}=}&\color {OliveGreen}{{\frac {\pi }{3}}+2k\pi },\;k\in \mathbb {Z} \\\dots ,&{\color {BrickRed}{\frac {-10\pi }{3}}},&{\color {BrickRed}{\frac {-4\pi }{3}}},&{\color {BrickRed}{\frac {2\pi }{3}}},&{\color {BrickRed}{\frac {8\pi }{3}}},&{\color {BrickRed}{\frac {14\pi }{3}}},&\dots &\qquad {\mbox{tj.}}\quad \color {BrickRed}{x_{k}=}&\color {BrickRed}{{\frac {2\pi }{3}}+2k\pi },\;k\in \mathbb {Z} \end{array}}}

## Graf
- Vznikne překlopením grafu funkce {\displaystyle y=\sin(x)} podle osy I. a III. kvadrantu.
- Bereme pouze interval kolem počátku, na kterém je funkce {\displaystyle \sin(x)} prostá, tedy v tomto případě rostoucí.
- Interval {\displaystyle \textstyle \left\langle -{\frac {\pi }{2}},{\frac {\pi }{2}}\right\rangle } z definičního oboru sinu se stane oborem hodnot funkce {\displaystyle x=\mathrm {arcsin} (y)}.
- Obdobně obor hodnot sinu se naopak stane definičním oborem arkus sinu.